# Saint-Quentin-en-Tourmont
Saint-Quentin-en-Tourmont település Franciaországban, Somme megyében. Lakosainak száma 295 fő (2022. január 1.). Saint-Quentin-en-Tourmont Le Crotoy, Quend, Rue és Cayeux-sur-Mer községekkel határos.

## Népesség
A település népessége az elmúlt években az alábbi módon változott:
| Lakosok száma | 307  | 298  | 294  | 282  | 283  | 281  | 281  | 288  | 295  |
|               | 2013 | 2015 | 2016 | 2017 | 2018 | 2019 | 2020 | 2021 | 2022 |